# Escola d'economia d'Estocolm
L'Escola d'Economia d'Estocolm, oficialment i en suec Handelshögskolan i Stockholm, també coneguda per les seves sigles en anglès SSE o suec HHS, és una escola de negocis privada situada al districte de Vasastaden, a la part central d 'Estocolm, Suècia. SSE ofereix programes de grau, màster i MBA, juntament amb programes de doctorat i formació per a executius.
El 2018, el seu programa de màster en finances ocupava el número número 18, i el seu programa de màster en gestió es trobar entre els 10 primers segons el Financial Times. El RankingQS la classifica entre les 30 universitats en l'àmbit de l'economia a tot el món. L'escola és l'única universitat de Suècia amb finançament privat.
SSE està acreditat per EQUIS i és membre del CEMS. Ha fundat organitzacions germanes: SSE Riga a Riga, Letònia, i SSE Russia a Sant Petersburg i Moscou, Rússia. També opera l'Institut Europeu d'Estudis Japonesos (japonès, kanji: 欧州日本研究所,Japonès, romaji: Ōshū Nihon kenkyūjo), un institut de recerca aTòquio, Japó.

## Antics alumnes destacats
- Sebastian Siemiatkowski, cofundador i CEO de Klarna
- Jacob de Geer, cofundador i CEO d' iZettle
- Dan T. Sehlberg, autor de novel·les MONA i SINON, fundador i CEO de Sehlhall Fastigher, CEO de Citat Group
- Inga-Britt Ahlenius
- Yegor Altman
- Jonas Andersson (nedador)
- Magdalena Andersson, primera ministra de Suècia
- Alexander Bard
- Frank Belfrage
- Erik Berglöf
- Thomas Berglund, expresident i conseller delegat de Securitas
- Inga Björk-Klevby
- Lars Calmfors
- Jan Carlzon, antic conseller delegat de SAS Group
- Claes Dahlbäck, antic president i conseller delegat d ' Investor AB, president del consell de Stora Enso, membre del consell de Goldman Sachs
- Micael Dahlén
- Hans Dalborg, antic conseller delegat de Skandia, president i conseller delegat de Nordbanken AB 1991–2004
- Ulf Dinkelspiel, exviceministre d'Afers Exteriors de Suècia
- Marie Ehrling, antiga directora general adjunta de SAS i directora general de TeliaSonera Suècia
- Kristian Ek
- Henrik Ekelund
- Fredrik Eklund
- Klas Eklund
- Erik Engstrom, CEO de Reed Elsevier
- Gunvor Engström
- Ali Esbati
- Johan Forssell
- Christer Gardell
- Reinhold Geijer
- Philip Haglund
- Lars Heikensten, antic governador de Sveriges Riksbank, el banc nacional de Suècia
- Stefan Ingves, governador en funcions del Sveriges Riksbank
- Jerker Johansson
- Olof Johansson, exministre de Comunicacions en funcions i exministre de Medi Ambient de Suècia
- Bill Keenan, autor i antic jugador d'hoquei professional
- Anna Kinberg Batra, membre del Riksdag, el parlament de Suècia
- Erik Lakomaa
- Staffan Burenstam Linder, antic professor, inventor de la hipòtesi de Linder, exministre de Comerç de Suècia
- Lars Ljungqvist
- Per Olof Loof, CEO de KEMET Corporation
- Fredrik Lundberg, president i conseller delegat de LE Lundbergföretagen AB
- Kristian Luuk
- Bertil Näslund
- Tobias Nielsén
- Lars Nittve, antic director de Rooseum a Malmö, Tate Modern de Londres, Moderna Museet d'Estocolm i actual director de M+, un nou museu de cultura visual en construcció al districte cultural de West Kowloon de Hong Kong, que s'obrirà el 2018.
- Kjell A. Nordström
- Ann-Christin Nykvist
- Mikael Odenberg, exministre de defensa de Suècia
- Bertil Ohlin, professor d'economia, va desenvolupar el model Heckscher–Ohlin juntament amb el professor Eli Heckscher, va fundar l' escola d'Estocolm juntament amb el professor Gunnar Myrdal, líder del Folkpartiet (Partit Popular Liberal de Suècia) 1944–1967, premi Nobel d'economia el 1977
- Claudia Olsson, fundadora i CEO de Stellar Capacity
- Sydney Onayemi
- Eric M. Pless, tinent coronel retirat de l'exèrcit nord-americà i antic agregat militar nord-americà a l'ambaixada dels EUA a Letònia 2008–2011, primer graduat de l'EMBA per a ciutadà dels EUA per SSE RIGA el 2011.
- Karin Pilsäter
- Mats Qviberg
- Ruben Rausing, fundador de l'empresa d'envasament d'aliments líquids Tetra Pak
- Bo Johan Renck
- Eric Rhenman
- Jonas Ridderstråle
- Karl Gustaf Scherman
- Mikael Schiller
- Suleyman Sleyman
- Agneta Stark
- Viveca Sten
- Charlotte Strömberg
- Oscar Swartz, va fundar Bahnhof, el primer proveïdor de serveis d'Internet independent a Suècia
- Max Tegmark, professor de l'Institut Tecnològic de Massachusetts
- Margaretha af Ugglas, exministre d'Afers Exteriors de Suècia, filla d' Hugo Stenbeck, fundador d' Investment AB Kinnevik
- Louise Wachtmeister
- Per Westerberg, president del Riksdag, el parlament suec
- Anne Wibble, ministra de finances de Suècia 1991–1994, filla de Bertil Ohlin
- Peter Wolodarski, redactor en cap de Dagens Nyheter, el diari més gran de Suècia, per tirada